# Ann Marie Bolin Pennegård
Ann Marie Birgitta Bolin Pennegård, ogift Pennegård, född 29 juni 1954 i Osby församling i dåvarande Kristianstads län, är en svensk jurist och diplomat.
Ann Marie Bolin Pennegård gick realskola i Osby och avlade studentexamen där. Hon studerade sedan juridik vid Lunds universitet och blev juris kandidat där 1977. Hon blev Master of Laws vid Harvard i USA 1978 och genomförde sin tingsmeritering 1978–1979. Efter genomgånget diplomatprogram på Utrikesdepartementet, UD, i Stockholm, verkade hon utomlands växelvis två-tre år, ibland upp till fem år, och tjänstgjorde i Stockholm mellan utrikesvistelserna. Första posten var på generalkonsulatet i New York, senare har hon verkat i Warszawa, Genève, Wien och fem år i Bryssel. Vidare har hon tjänstgjort i Indonesien. Som biträdande generalsekreterare verkade hon för IM (Individuell Människohjälp) från 1987. Bolin Pennegård har varit Sveriges representant i EU:s kommitté för civil krishantering och har arbetat med internationella förhandlingar. Hon är författare till boken Kvinnans rättigheter (1999).
Bolin Pennegård är dotter till kyrkoherden och kontraktsprosten Hugo Pennegård, som verkade i Osby församling, och sjuksköterskan Signe Johansson. Hon är sedan 1998 gift med prästen Björn Bolin.